# Батыр Валид
Батыр Валид (баш. Батыр Вәлид; псевдоним; настоящее имя — Батыр Хажиахметович Валидов; баш. Батыр Хәжиәхмәт улы Вәлидов; 1905—1969) — башкирский советский поэт и журналист. Член Союза писателей Башкирской АССР (1936).

## Биография
Родился 20 апреля 1905 года в деревне Тактагулово Орского уезда Оренбургской губернии. Впоследствии Гражданской войны и голода, остался сиротой. Работал шахтером на Тубинском руднике. Воспитывался в Ташлинском детском доме.
В 1923 году приехал в Уфу и после окончания школы-интерната имени Ленина и поступил на рабфак. В 1924 году окончил его.
В 1932 году окончил Башкирский педагогический институт имени К. А. Тимирязева (ныне Уфимский университет науки и технологий). Стал сотрудником газеты «Ҡыҙыл Баймак».
В 1935—1940 гг. преподавал в Баймакской средней школе.
В 1941 году Батыр Валид уходит на фронт, сражается под Сталинградом. Вследствие тяжёлой контузии во время войны потерял зрение, но продолжал творческую деятельность.

## Творческая деятельность
Первые публикации Батыра Валида появились в 1924 году. К концу 1920-х годов становится популярным поэтом.
В 1928 году вышла на свет первый сборник стихов «Асыу ҡатыш йылмайыу» («Ироническая улыбка»), а через год — поэтический сборник «Тау балаһы» («Дитя гор»). В 1932 году изданы книги «Еңеү» («Победа») и «Борғо тауышы» («Звук горна»), которые были посвящены индустриализации. В своих стихотворениях Батыр Валид романтически воспевает нелёгкий труд шахтеров и приветствует новую жизнь. В эти же годы он пишет тексты многих песен. Особенную популярность приобрели песни «Марш Салавата», «У голубого Ирендыка», которые давно считаются народными.
На стихи Батыра Валида композитором Х. К. Ибрагимовым написаны песни «Күк Ирәндек буйында» («У голубого Ирендыка») и Салауат маршы" («Марш Салавата»), которые стали народными.
В послевоенные годы вышли свыше десятка его поэтических сборников: «Мой подарок» (1955), «Һайланма әҫәрҙәр» («Избранные произведения»; 1958), «Споемте, друзья!» (1960), «Күңел күҙе» («Глаза души»; 1962), «Ҡурай моңо» («Мелодия курая»; 1964), «Годы мои, песни мои» (1965), «Тауҙарҙа тыуған көйҙәр» («Мелодия гор»; 1968). Среди произведений также есть несколько лирико-этических поэм — «Встреча», «Дитя гор», «Песня Уралтау» и другие.

## Книги
- Бүләгем. Шиғырҙар, поэмалар. Өфө, 1955.
- Һайланма әҫәрҙәр. Өфө, 1965.
- Тауҙарҙа тыуған көйҙәр. Өфө, 1968.
- Голубой Ирендык: стихи. Уфа, 1970.

## Память
- В Уфе на доме № 104 по улице Пархоменко, где жил Батыр Валид, установлена мемориальная доска.
- Улицы в городе Баймак и деревни Кусеево носят его имя.
- В Баймакском районе утверждена ежегодная премия имени Батыра Валида по литературе и искусству.